# Godigisel
Godigisel také Godegisel, Godigisclus (cca 359? – 406) byl prvním známým králem Vandalů. V roce 406 padl v bitvě u Mohuče v boji s Franky. Následoval ho jeho prvorozený syn Gunderich, který se s Vandaly přesunul do Galie a později do Hispánie. Známější je však jako otec Geisericha, který následoval bratra Gundericha a vládl 49 let.